# Suecia en los Juegos Paralímpicos de Vancouver 2010
Suecia estuvo representada en los Juegos Paralímpicos de Vancouver 2010 por un total de 25 deportistas, 22 hombres y tres mujeres.

## Medallistas
El equipo paralímpico sueco obtuvo las siguientes medallas:
| Nombre                                                                 | Deporte                    | Evento                                       |
| ---------------------------------------------------------------------- | -------------------------- | -------------------------------------------- |
| Oro                                                                    |                            |                                              |
| —                                                                      |                            |                                              |
| Plata                                                                  |                            |                                              |
| —                                                                      |                            |                                              |
| Bronce                                                                 |                            |                                              |
| Patrik Kallin Patrik Burman Glenn Ikonen Jalle Jungnell Anette Wilhelm | Curling en silla de ruedas | Torneo mixto                                 |
| Zebastian Modin                                                        | Esquí de fondo             | 1 km velocidad discapacidad visual masculino |